# Nevada County (Arkansas)
Das Nevada County ist ein County im US-Bundesstaat Arkansas. Der Verwaltungssitz (County Seat) ist Prescott. Das County gehört zu den Dry Countys, was bedeutet, dass der Verkauf von Alkohol eingeschränkt oder verboten ist.

## Geographie
Das County liegt im mittleren Südwesten von Arkansas, ist im Süden etwa 50 km von Louisiana entfernt und hat eine Fläche von 1608 Quadratkilometern, wovon zwei Quadratkilometer Wasserfläche sind. Es grenzt an folgende Countys:
| Pike County      |                 | Clark County    |
| Hempstead County |                 | Ouachita County |
| Lafayette County | Columbia County |                 |

## Geschichte
Das Nevada County wurde am 20. März 1871 aus Teilen des Columbia County, des Hempstead County und des Ouachita County gebildet. Benannt wurde es nach dem gleichnamigen Bundesstaat Nevada.

## Demografische Daten
Nach der Volkszählung im Jahr 2010 lebten im Nevada County 8997 Menschen in 4595 Haushalten. Die Bevölkerungsdichte betrug 5,6 Einwohner pro Quadratkilometer.
Ethnisch betrachtet setzte sich die Bevölkerung zusammen aus 65,9 Prozent Weißen, 30,7 Prozent Afroamerikanern, 0,3 Prozent amerikanischen Ureinwohnern, 0,3 Prozent Asiaten sowie aus anderen ethnischen Gruppen; 1,4 Prozent stammten von zwei oder mehr Ethnien ab. Unabhängig von der ethnischen Zugehörigkeit waren 2,4 Prozent der Bevölkerung spanischer oder lateinamerikanischer Abstammung.
In den 4595 Haushalten lebten statistisch je 2,01 Personen.
23,5 Prozent der Bevölkerung waren unter 18 Jahre alt, 59,8 Prozent waren zwischen 18 und 64 und 16,7 Prozent waren 65 Jahre oder älter. 51,0 Prozent der Bevölkerung war weiblich.
Das jährliche Durchschnittseinkommen eines Haushalts lag bei 31.360 USD. Das Prokopfeinkommen betrug 21.992 USD. 21,5 Prozent der Einwohner lebten unterhalb der Armutsgrenze.

## Kultur und Sehenswürdigkeiten

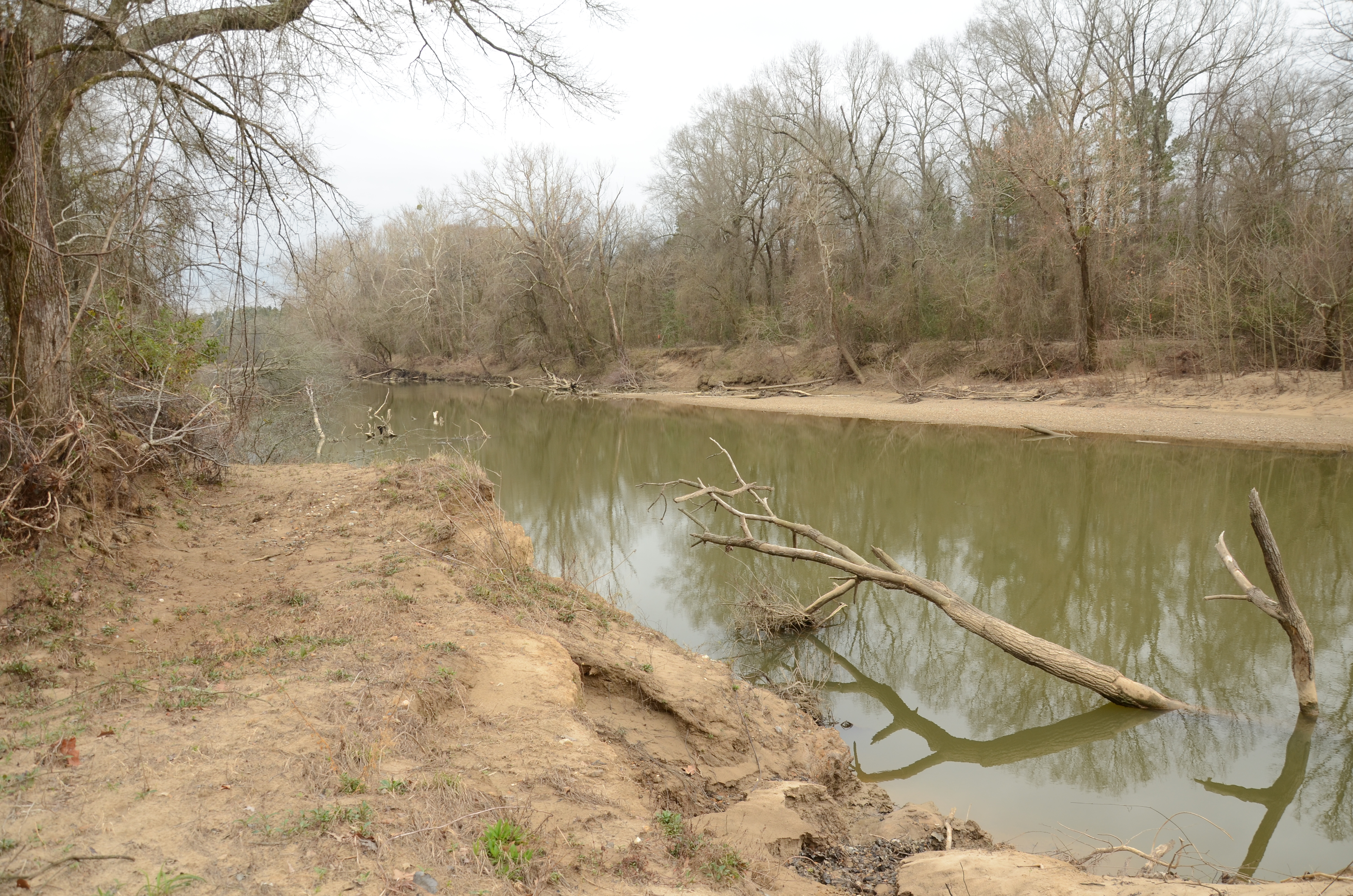
Elkin’s Ferry Battlefield (2016). An dieser Stelle fand im April 1864 die Schlacht von Elkin’s Ferry statt. Diese Stätte ist seit April 1994 ein National Historic Landmark.

18 Bauwerke, Stätten und historische Bezirke (Historic Districts) des Countys sind im National Register of Historic Places („Nationales Verzeichnis historischer Orte“; NRHP) eingetragen (Stand 13. Juni 2022), darunter haben das Elkin’s Ferry Battlefield und das Prairie D’Ane Battlefield, beides Schlachtfelder im Sezessionskrieg, den Status von National Historic Landmarks („Nationales historisches Wahrzeichen“).

## Orte im Nevada County
Citys
- Emmet1
- Prescott

Towns
| - Bluff City - Bodcaw - Cale | - Rosston - Willisville |

| Census-designated place (CDP) - Reader2 | Unincorporated Community - Laneburg |

1 – teilweise im Hempstead County

2 – teilweise im Ouachita County

weitere Orte
- Ames
- Azor
- Boughton
- Cummings Springs
- Delta
- Dills Mills
- Falcon
- Glenville
- Gum Grove
- Harmony
- Irma
- Iron Springs
- Mendenhall
- Midway
- Morris
- Mount Moriah
- Mount Pleasant
- Nevark
- Oak Grove
- Pleasant Hill
- Redland
- Sanders
- Stockton
- Sutton
- Waterloo
- Young

Townships
- Alabama Township
- Albany Township
- Boughton Township
- Caney Township
- Emmet Township
- Georgia Township
- Jackson Township
- Leake Township
- Missouri Township
- Parker Township
- Redland Township
- Taylor Township
- Union Township